# أوسامو ساتو (ملحن)
أوسامو ساتو (باليابانية: 佐藤理؛ بالكانا: さとう　おさむ) هو مصمم جرافيك ومصور وملحن ياباني، ولد في 14 أبريل 1960 في كيوتو في اليابان.

## وصلات خارجية
- الموقع الرسمي
- أوسامو ساتو على موقع ميوزك برينز (الإنجليزية)
- أوسامو ساتو على موقع ديسكوغز (الإنجليزية)